# Diospyros oliviformis
Diospyros oliviformis är en tvåhjärtbladig växtart som beskrevs av Ru Huai Miao. Diospyros oliviformis ingår i släktet Diospyros och familjen Ebenaceae. Inga underarter finns listade i Catalogue of Life.